# 南宇都宮駅
南宇都宮駅（みなみうつのみやえき）は、栃木県宇都宮市吉野二丁目にある、東武鉄道宇都宮線の駅である。駅番号はTN 39。

## 歴史
- 1932年（昭和7年）4月17日 - 野球場前駅（やきゅうじょうまええき）として開業。駅名は同時期に駅の南方に開設された「宇都宮常設球場」（1932年 - 1960年、跡地は現：宇都宮市立宮の原小学校[1][2]）に由来する[1]。
- 1933年（昭和8年）12月15日 - 南宇都宮駅に改称[2]。
- 1959年（昭和34年） - 東武宇都宮駅から貨物営業の移管を受けて構内に貨物上屋を設置、貨物営業の廃止時期不明[3]。
- 1996年（平成8年）ごろ - 自動券売機設置。
- 2006年（平成18年）9月28日 - 構内踏切に自動遮断機設置。
- 2018年（平成30年）5月 - 文化庁認定日本遺産「地下迷宮の秘密を探る旅 大谷石文化が息づくまち宇都宮」の構成文化財として駅舎が認定される[4]。
- 2019年（令和元年）8月7日 - リニューアルしたトイレを供用開始[4]。
- 2020年（令和2年）
  - 3月 - 駅舎リニューアル工事に着手[4]。
  - 11月20日 - 駅舎リニューアル工事完成[4]。
- 2021年（令和3年）3月26日 - 駅構内に日本遺産「大谷石文化」の案内板と、駅舎待合室に「大谷石文化説明パネル」を設置。南宇都宮駅全体のリニューアル工事が全て完了[5]。

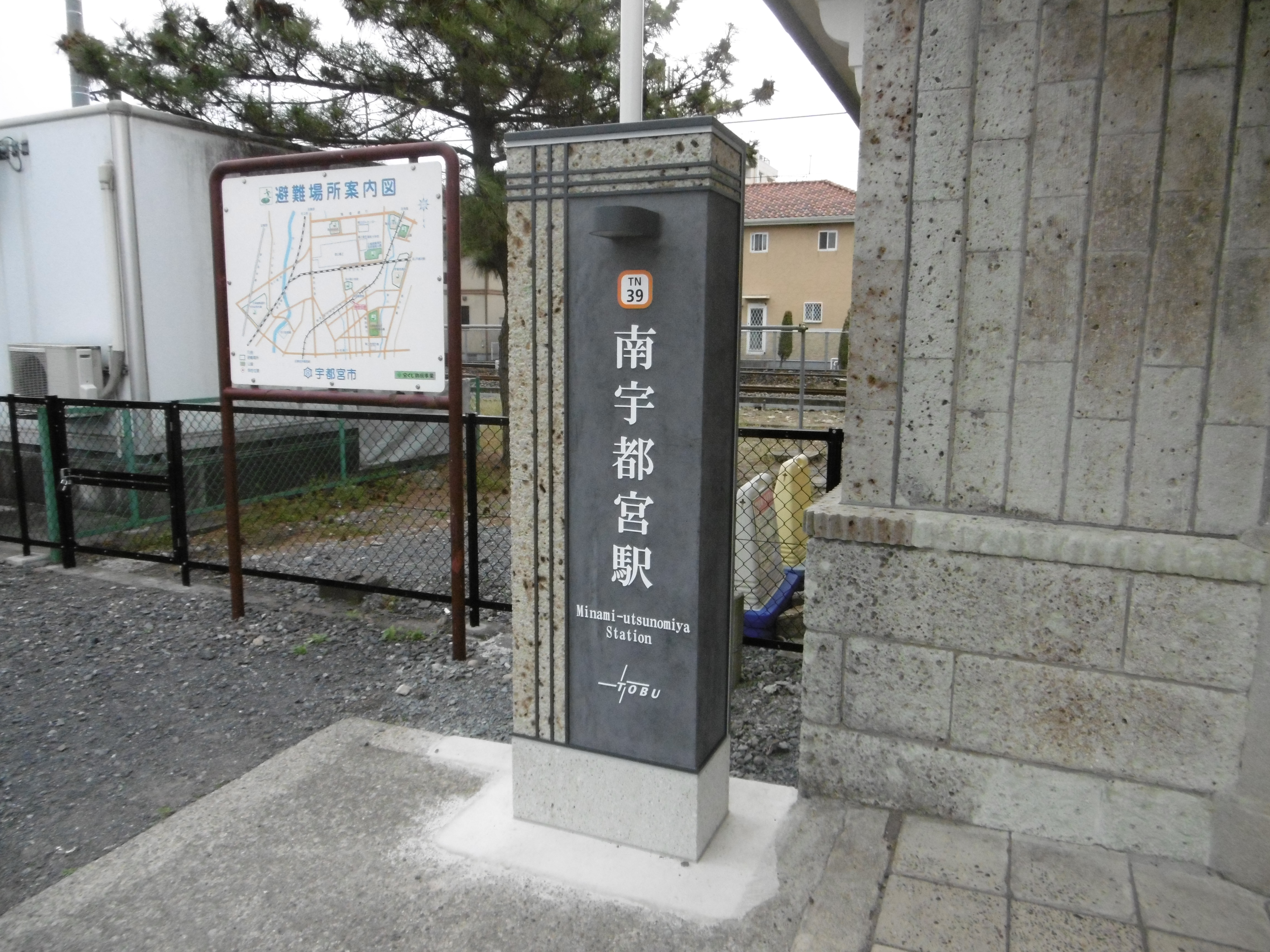
駅名標（2021年3月）
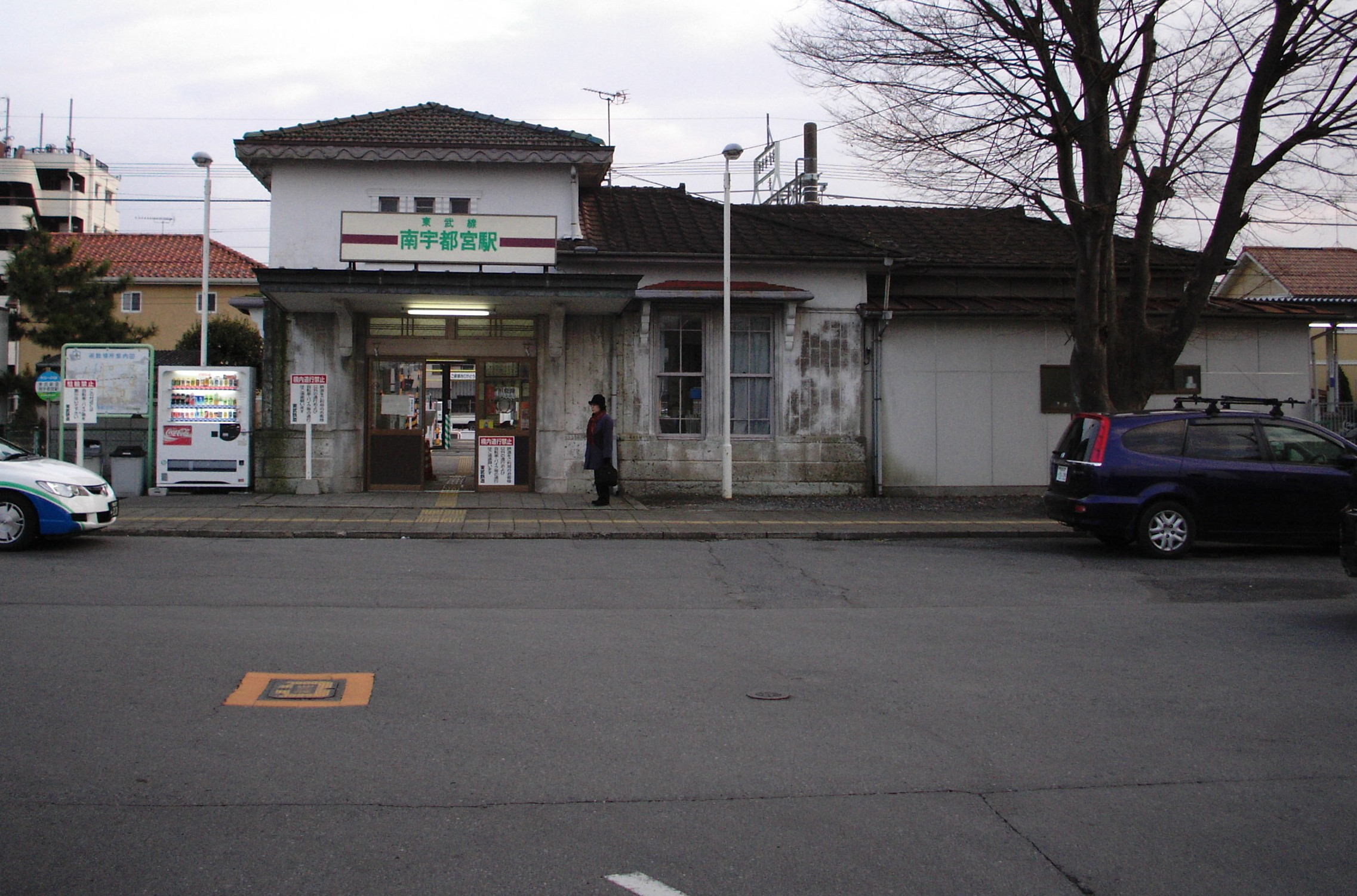
駅舎（2007年1月）
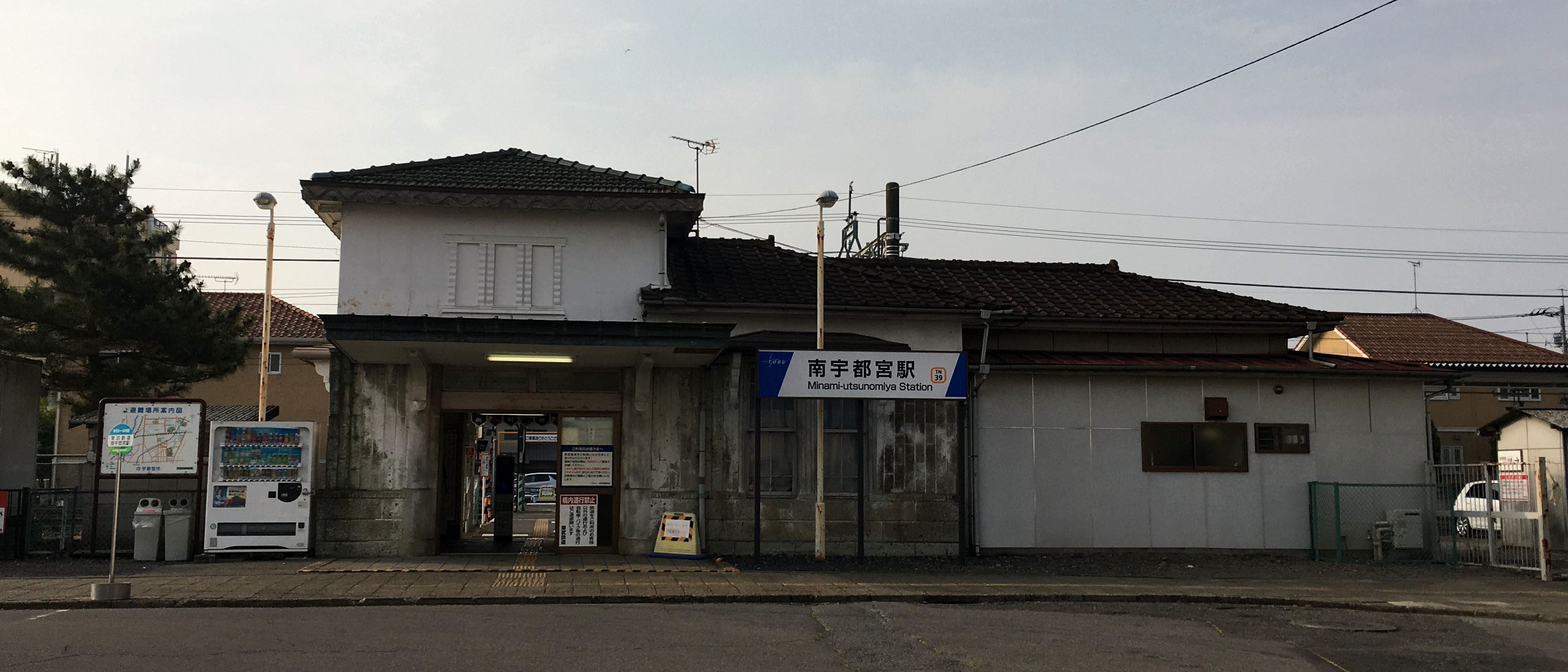
駅舎（2018年5月）

## 駅構造
島式ホーム1面2線を有する地上駅。駅舎は線路の北側にあり、木造駅舎である。ホームとは構内踏切で連絡している。PASMO対応簡易ICカード改札機設置駅。
駅舎は駅開業時に建設されたもので、木造平屋建て延べ床面積128.81平方メートルある。基礎に大谷石を用い、壁も石材として、アール・デコ調のモダニズムを取り入れた装飾を採用している。野球場の最寄り駅であることに由来して、破風板はバットとボールを模したものとなっている。
縦長の三連窓、出入口上部の欄間、待合室上部の格天井、庇の持ち送りなど、開業時からある装飾は、2020年のリニューアル工事にあたっても補修して保存された。リニューアル工事に当たって、耐震性の向上、券売機カウンターのバリアフリー化なども実施された。
1990年代後半に自動券売機が設置されるまでは係員が北側の駅舎内（北口）にある出札窓口で初乗りから乗車券類を発売していた。その当時、南口には集改札口が存在しない特殊な構造となっていた。現在も大きな変更はなく、自動券売機利用の際は一旦北口に寄る必要がある。後に南口利用のICカード旅客向けに簡易改札機がホーム付近に設置されている。

### のりば
| 番線 | 路線     | 方向 | 行先             |
| ---- | -------- | ---- | ---------------- |
| 1    | 宇都宮線 | 下り | 東武宇都宮行き   |
| 2    | 宇都宮線 | 上り | 栃木・南栗橋方面 |

## 利用状況
2024年度の1日平均乗降人員は1,134人である。
近年の1日平均乗降人員および乗車人員の推移は下記の通り。
| 年度               | 1日平均 乗降人員 | 1日平均 乗車人員 | 出典                      |
| ------------------ | ---------------- | ---------------- | ------------------------- |
| 2001年（平成13年） | 1,612            |                  | [ 東武 3 ]                |
| 2002年（平成14年） | 1,527            |                  | [ 東武 4 ]                |
| 2003年（平成15年） | 1,510            |                  | [ 東武 5 ]                |
| 2004年（平成16年） | 1,524            |                  | [ 東武 6 ]                |
| 2005年（平成17年） | 1,470            |                  | [ 東武 7 ]                |
| 2006年（平成18年） | 1,362            |                  | [ 東武 8 ]                |
| 2007年（平成19年） | 1,307            |                  | [ 東武 9 ]                |
| 2008年（平成20年） | 1,280            | 625              | [ 東武 10 ] [ 県統計 1 ]  |
| 2009年（平成21年） | 1,245            | 609              | [ 東武 11 ] [ 県統計 2 ]  |
| 2010年（平成22年） | 1,204            | 596              | [ 東武 12 ] [ 県統計 3 ]  |
| 2011年（平成23年） | 1,124            | 555              | [ 東武 13 ] [ 県統計 4 ]  |
| 2012年（平成24年） | 1,109            | 545              | [ 東武 14 ] [ 県統計 5 ]  |
| 2013年（平成25年） | 1,110            | 544              | [ 東武 15 ] [ 県統計 6 ]  |
| 2014年（平成26年） | 1,144            | 563              | [ 東武 16 ] [ 県統計 7 ]  |
| 2015年（平成27年） | 1,126            | 558              | [ 東武 17 ] [ 県統計 8 ]  |
| 2016年（平成28年） | 1,078            | 548              | [ 東武 18 ] [ 県統計 9 ]  |
| 2017年（平成29年） | 1,174            | 602              | [ 東武 19 ] [ 県統計 10 ] |
| 2018年（平成30年） | 1,208            | 619              | [ 東武 20 ] [ 県統計 11 ] |
| 2019年（令和元年） | 1,205            |                  | [ 東武 21 ]               |
| 2020年（令和02年） | 920              |                  | [ 東武 22 ]               |
| 2021年（令和03年） | 1,002            | 507              | [ 東武 23 ]               |
| 2022年（令和04年） | 1,081            | 552              | [ 東武 24 ]               |
| 2023年（令和05年） | 1,134            | 577              | [ 東武 25 ]               |
| 2024年（令和06年） | 1,134            | 577              | [ 東武 1 ]                |

## 駅周辺
住宅街の中にある駅で、商店街もある。北側は駅前からほぼ放射状に道が延びている。駅開設時に半円形に区画整理して宅地開発された名残である。南側はSUBARUの工場が徒歩圏にある。
1990年代後半頃まで駅の南側に東武運輸の倉庫があり、貨物扱い時代の石積みホームが残っていた。これらの倉庫群は2000年代前半までに住宅地として分譲され、貨物ホーム跡も撤去された。駅に隣接するスポーツクラブも、北隣にあった練炭会社との貨物取扱終了後に土地の有効活用策として東武スポーツがオープンさせたものである。

### 北口
- 明保野公園
  - 宇都宮市文化会館
  - 宇都宮市立中央図書館
  - 宇都宮市明保野体育館
  - 宇都宮市総合コミュニティセンター・男女共同参画推進センター
- 宇都宮第2地方合同庁舎
  - 宇都宮地方気象台
  - 栃木労働局
  - 宇都宮公共職業安定所（ハローワーク）
- 栃木県立宇都宮高等学校
- 東日本旅客鉄道（JR東日本）日光線 鶴田駅（バス5分、徒歩20分）
- 栃木県看護協会研修センター
- 宇都宮民主商工会
- 宇都宮吉野郵便局
- 栃木銀行本店営業部南宇都宮出張所（2024年1月22日に本店営業部に移転統合[9]）
- セントラルスポーツクラブ南宇都宮（旧・東武スポーツクラブ うつのみや）
- クスリのアオキ南宇都宮

### 南口

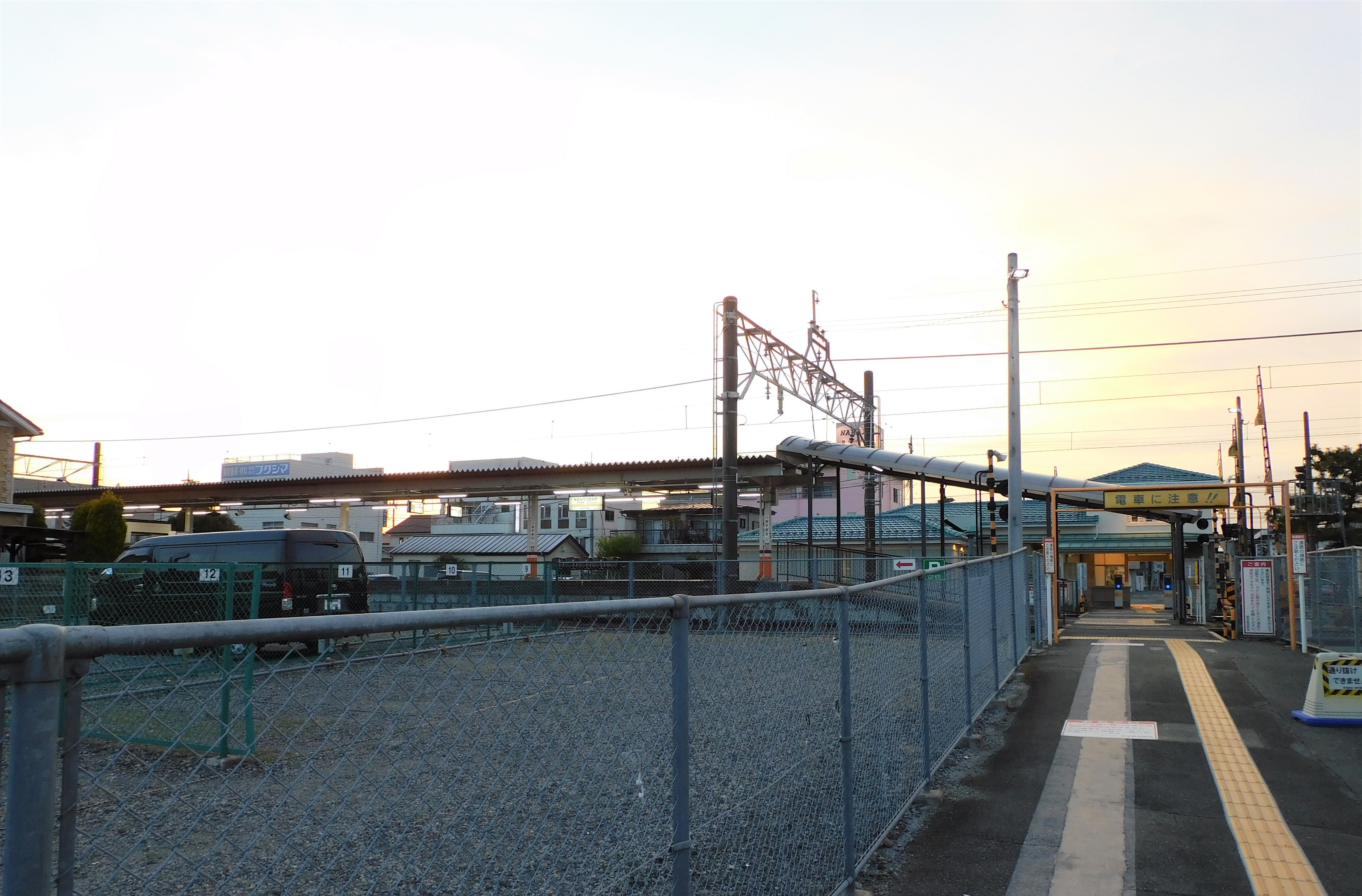
南口

- 宇都宮市宮原運動公園野球場
- 宇都宮不動前郵便局
- SUBARU宇都宮製作所
- 栃木県立衛生福祉大学校
- 関東自動車西原車庫
- 宇都宮グランドホテル

## バス路線
最寄りのバス停は「南宇都宮」停留所で、北口より通りへ出たところにある。
| 乗り場   | 運行事業者 | 行先                      | 備考 |
| -------- | ---------- | ------------------------- | ---- |
| 南宇都宮 | 関東自動車 | 34 鶴田駅 / 01 JR宇都宮駅 |      |

## 隣の駅
東武鉄道
 宇都宮線
江曽島駅（TN 38） - 南宇都宮駅（TN 39） - 東武宇都宮駅（TN 40）
※かつてあった花房町駅は南宇都宮駅から1.1km先東武宇都宮駅寄りの位置に開設されていた。